# Беклемишев, Григорий Николаевич
Григорий Николаевич Беклемишев (23 января [4 февраля] 1881, Москва — 5 февраля 1935, Киев) — российский и советский пианист, композитор, музыкальный педагог. Заслуженный профессор УССР (1926).
Окончил Московскую консерваторию, затем совершенствовался у Ф. Бузони в Берлине. В 1913 г. с созданием Киевской консерватории переехал в Киев и преподавал в ней, а также в Высшем музыкально-драматическом институте имени Лысенко; с именем Беклемишева связано возникновение киевской пианистической школы.
Активно выступал как пианист-исполнитель, популяризатор классической и современной музыки. Концертировал в России и в Германии, но больше всего в Киеве. 1923-28 провёл цикл лекций-концертов «Музыкально-исторические демонстрации», в котором исполнил близко 2000 произведений.
В 1930 г. вместе с Л. Ревуцким и В. Золотарёвым подготовил серию нотных изданий «Украинский музыкально-педагогический репертуар».
Среди учеников Беклемишева — профессора Киевской консерватории Е. Сливак, А. Янкелевич, М. Гозенпуд, А. Луфер, Г. Курковский.

## Научные труды
- Психофізичні основи сучасної фортепіанної техніки // Радянська музика. — 1939. — № 4.